# Omberget
Omberget är en mindre skidbacke i Holmsund, utanför Umeå. Skidbacken har två nedfarter, en för snowboard där det också finns hopp, och en för vanlig skidåkning. Liften är knapplift. Invid backen finns en kiosk och en värmestuga. sen en cykelstig för extreme downhill.